# Sobín
Sobín (německy Sobin) je vesnice, bývalá obec, dnes městská čtvrť a katastrální území Prahy, na západě městské části Praha-Zličín, v jejímž rámci je začleněno do správního obvodu Praha 17. Nachází se v západním výběžku území Prahy. Na území Sobína, asi 1,2 km jižně od jeho zástavby, v místě, kde nevýrazný hřeben překračuje hranici Prahy a Chrášťan, se nachází kóta Teleček, nejvýše položený bod města Prahy (399 m n. m.).

## Charakter čtvrti
Sobín je malá vesnice. Na jihovýchodě se nachází historické jádro se staršími staveními, na severozápadě směrem k Hostivici je několik ulic rodinných domů. Původně byl samostatnou obcí, roku 1960 byl připojen k obci Zličín. V červenci 1974 byl celý Zličín včetně Sobína připojen k Praze. U křižovatky Hostivické a Čejkovické ulice se nachází kaplička se zvoničkou, zbořená roku 2019, obnovená roku 2021. Na návsi stojí boží muka ve stylu lidového baroka, jinak jsou tu dvě hospody (U Kapalínů a Na Hrázi), malý parčík a tenisové hřiště. Nedaleko jižně od vsi se nachází modelářské letiště Sobínka. Ve východní části vsi se nachází zemědělsko-průmyslový areál.
Do Sobína nezasahuje žádné cennější přírodní území ani lesy. Blízká přírodní památka Hostivické rybníky spadá již do Hostivic. Přes území Sobína neteče žádný významnější vodní tok, pouze drobnější nepojmenované potůčky a meliorační strouhy směřující do Litovického potoka. Na křižovatce úvozových cest jihozápadně od vsi stojí památná olše lepkavá o obvodu 282 cm.

## Historie
První písemná zpráva o Sobínu se pravděpodobně nachází v zápisu plaského kláštera z roku 1288. Touto listinou postupuje obec Sobín plaský klášter pražskému měšťanovi Rudlinovi Holému a jeho manželce Hildegundě na čas jejich života, oni za to postupují klášteru svůj dům na Starém městě pražském, poblíž kostela sv. Jiljí. V roce 1306 byl postoupen Sobín emfyteutickým právem měšťanu pražskému Fridrichu Bavorovi za 200 kop pražských grošů. V publikaci Antonína Profouse „Místní jména v Čechách“ je Sobín poprvé zmíněn k roku 1360 jako majetek konventu sv. Kateřiny na Novém městě pražském.

## Doprava
Dopravní páteří Sobína je Hostivická ulice, která navazuje na Hrozenkovskou ulici ze Zličína a pokračuje do Hostivice, kde na ni navazuje Komenského ulice. U autobusové otočky se odděluje ulice Ke Břvům, která vede ke Břvům.
Od roku 2001 vede východně od území Sobína Pražský okruh, který tak Sobín odděluje od Zličína. Na křížení Hrozenkovské ulice však okruh není napojen. Jižně od území Sobína prochází dálnice D5.
Až do roku 1981 obsluhovaly Sobín výhradně autobusové linky ČSAD. Ještě v letech 1991 až 1993 tudy jezdila linka kladenské provozovny 13790 Kladno – Chýně – Hostivice – Praha, na níž většina spojů jezdila od stanice metra Hradčanská přes Bílou Horu, Hostivici, Sobín a Břve do Chýně, ojedinělé spoje pokračovaly přes Jeneč až do Hostouně či Kladna.
Městská linka 257 sem byla od konečné tramvaje Bílá Hora zavedena 30. listopadu 1981, 7 let po připojení Sobína k Praze. 12. listopadu 1994, s prodloužením metra do stanice Zličín, byla linka 257 přeložena k terminálu u této stanice, současně byla zavedena souběžná linka 357, která za Sobínem pokračovala do Hostivice. 2. září 1995 přibyla ještě linka 358, která v Sobíně odbočovala na Břve a Chýni, 1. června 1996 byla ve stopě linky 357 zavedena ještě linka 306 do Jenče. Linka 357 zanikla 31. října 2005, linka 358 v této relaci byla zrušena 10. prosince 2005. Od roku 2005 tak Sobín obsluhují pouze linky 257 a 306. Všechny zdejší linky původně provozoval Dopravní podnik hl. m. Prahy a. s., linku 306 však od 12. prosince 2004 převzala ČSAD Kladno a. s.
Od 28.8.2017 byl upraven provoz linky 306 (v rámci úprav a integrace oblastí Kladenska + PID) v trase Jeneč...Hostivice-Sobín-Halenkovská-Zličín(MB) ve špičce po 10min. a dopoledne/večer/víkendy/svátky 2x za hodinu, 4.9.2017 byla linka 257 trvale zrušena (250-259 patří nyní školním linkám), zároveň byla upravena trasa linky 164 a to Sobín-Halenkovská-Sídliště Řepy-Bílá Hora-Vypich-Petřiny(MA)-Poliklinika Petřiny, která v úseku Sídliště Řepy-Sobín jezdila 1x za hodinu. Od 3.1.2024 je zavedena nová linka 214, která jezdí také 1x za hodinu a to Sobín - Sídliště Řepy - Bílá Hora.
Na území Sobína staví autobusy třikrát: v historickém jádru se nachází zastávka Blatnická, u hospody Na Hrázi zastávka Valtická a v autobusové smyčce a na pokračující komunikaci zastávka Sobín.
Přes Sobín prochází cyklotrasa A15, která je pražským pokračováním cyklotrasy 201 celostátního systému; úseky přilehlé ke vsi jsou upraveny a vyznačeny jako stezka pro chodce a cyklisty.
Na území Sobína nezasahuje žádná železniční trať. Sobín obchází tratě Praha-Smíchov – Hostivice a Rudná u Prahy – Hostivice přes Zličín, Hostivici a Chýni.

## Sousedící území
- Zličín (Praha)
- Chrášťany (okres Praha-západ)
- Chýně (okres Praha-západ)
- Hostivice (okres Praha-západ)

## Fotogalerie

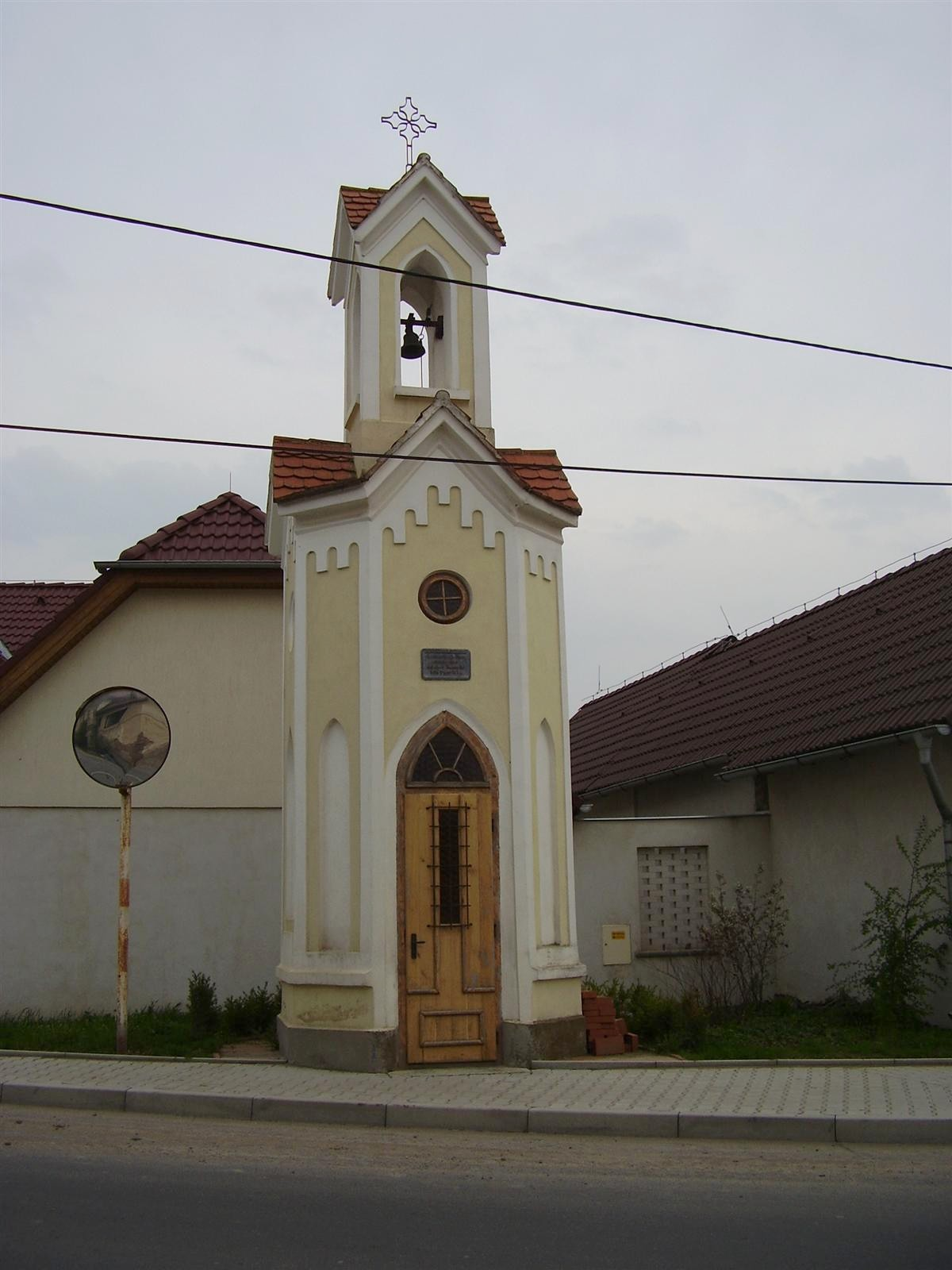
Kaplička v Sobíně (zničena r. 2019)
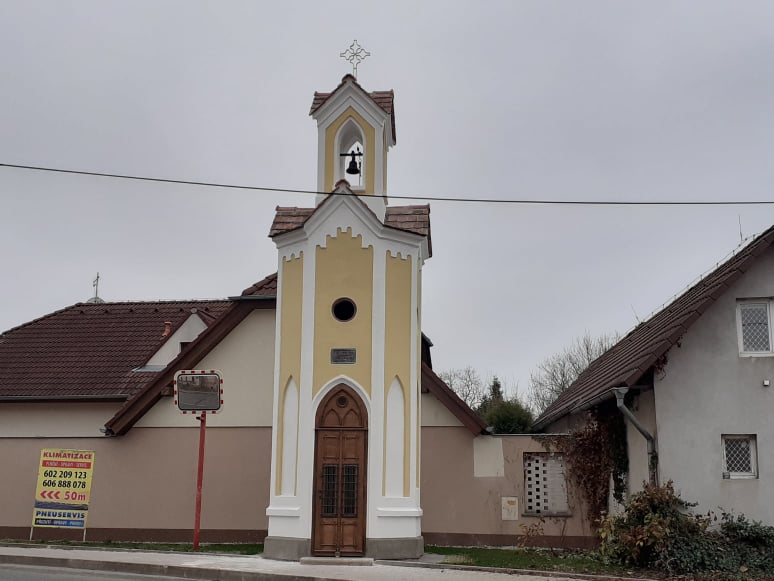
Kaplička po obnově (r. 2021)
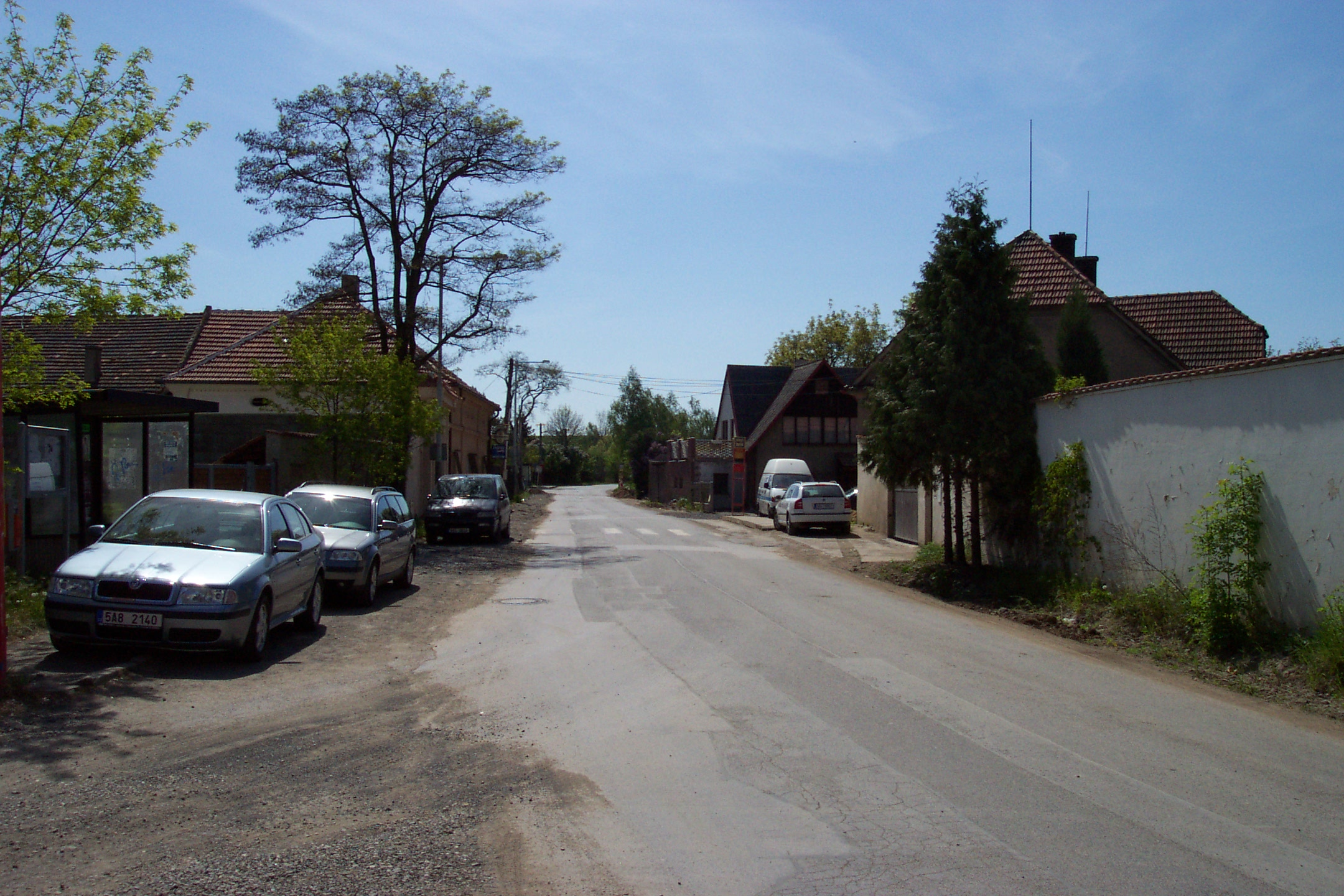
Hostivická ulice
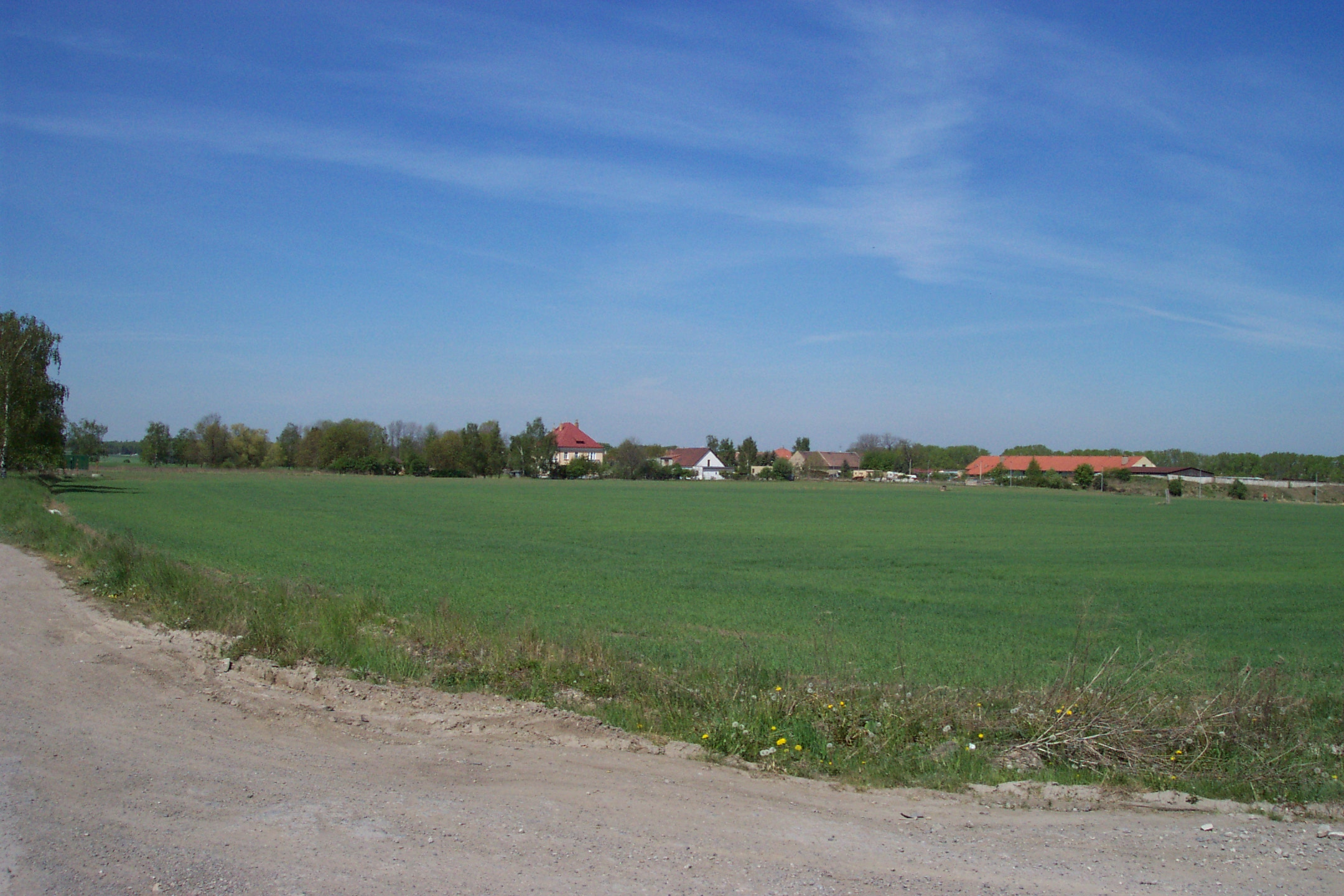
Pohled na Sobín